# Comythovalgus gedyei
Comythovalgus gedyei är en skalbaggsart som beskrevs av Schein 1956. Comythovalgus gedyei ingår i släktet Comythovalgus och familjen Cetoniidae. Inga underarter finns listade i Catalogue of Life.